# Є-є
Є-є (yé-yé, yéyé) — стиль попмузики, що з'явився у Південній Європі на початку 1960-х. Утворився у Франції й через деякий час поширився в Італії, Іспанії, Німеччині, а також Японії. Термін походить від англійського «yeah! yeah!» («так»). Стиль поширився по всьому світу завдяки популярності таких французьких співаків і авторів пісень як Сільвія Вартан, Серж Генсбур і Франсуаза Арді.
Більшу чи меншу данину моді є-є віддали багато естрадних виконавців, які починали свою пісенну кар'єру на межі 1950–60-х років. Прикметним було те, що співали в цьому стилі переважно жінки. Є-є був особливою формою контркультури, яка черпала натхнення в британському та американському рок-н-ролі.